# Anders Heinrichsen
Anders Heinrichsen (født 17. februar 1980) er en dansk skuespiller.
Anders Heinrichsen er født i Nivå nord for København og uddannet fra Skuespillerskolen v/Aarhus Teater i 2008.
Spillefilmsdebuterede som seriemorderen Emil Bentzén i den svenske thriller Tatuerad Torso (baseret på en roman af Helene Tursten).  
Spillede kammerråd Lucas Dall i Daniel Denciks spillefilm Guldkysten, som foregår i 1836 på de danske besiddelser i Guinea efter, at slavehandlen officielt er ophørt.
Medvirkede senest i begge sæsoner af DRs dramaserie Bedrag som whistlebloweren Jens Kristian, samt i TV2s serier Badehotellet og Dicte.

## Udvalgt filmografi

### Tv-serier
| År        | Titel              | Rolle             | Note(r) |
| --------- | ------------------ | ----------------- | ------- |
| 2010-2014 | Huset Anubis       | Fabian            | stemme  |
| 2010      | Lærkevej           | Lasse             |         |
| 2014      | 1864               | Juul Jr.          |         |
| 2015      | Badehotellet       | Frederik Hoffmann |         |
| 2016      | SJIT Happens       | Emil              |         |
| 2016      | Bedrag I           | Jens Kristian     |         |
| 2016      | Dicte              | Adam Westh        |         |
| 2016      | Bedrag II          | Jens Kristian     |         |
| 2017      | I Seernes Tjeneste | Daniel            |         |
| 2018      | Advokaten          | Simon             |         |
| 2018      | The Team II        | Rasmus Bredsgaard |         |
| 2018      | Greyzone           | Oliver            |         |

### Spillefilm
| År   | Titel                                       | Rolle            | Note(r) |
| ---- | ------------------------------------------- | ---------------- | ------- |
| 2007 | Irene Huss: Tatuerad Torso                  | Emil Bentzén     |         |
| 2008 | Dig og mig                                  | Ung fyr til fest |         |
| 2010 | Broderskab                                  | Lasse            |         |
| 2011 | Dirch                                       | Journalist       |         |
| 2015 | Guldkysten                                  | Lucas Dall       |         |
| 2016 | Fuglene over sundet                         | Chaufføren       |         |
| 2017 | Valérian and the City of a Thousand Planets |                  |         |
| 2017 | Så Længe Jeg Lever                          |                  |         |
| 2017 | Robin                                       | Jonas            |         |
| 2021 | Pagten                                      | Knud W. Jensen   |         |

 Dette afsnit eller denne liste er kun påbegyndt. Hvis du ved mere om emnet, kan du hjælpe Wikipedia ved at tilføje mere.

## Teater
- Den Stundesløse - Folketeatret (2014)
- Ikke Et Ord Om Robert Redford - Vendsyssel Teater (2013)
- En Skærsommernatsdrøm - Det Kongelige Teater (2012)
- Svindedrengen - Holbæk Teater (2011)
- En Skærsommernatsdrøm - Holbæk Teater (2011)
- Dr. Caligaris Kabinet - Det kongelige Teater (2010)
- Mesteren og Margarita - Aarhus Teater (2010)
- Zonen - CaféTeatret (2009)
- Slottet - Aarhus Teater (2009)
- Det Gyldne Kompas - Aarhus Teater (2009)
- Lulu - Aarhus Teater (2008)